# Kásapatak
Kásapatak település Romániában, Szilágy megyében.

## Fekvése
Zilahtól délre, a Meszes-hegység keleti oldala alatt, az Egregy-patak forrásvidékén, Vármező délnyugati szomszédjában fekvő település.

## Nevének eredete
Nevét a határában   eredő Egregy-patak apró, kásásszemű kavicsa után kapta.

## Története
1560-ban Kolozs vármegyei helység volt, és Bebek Ferenc volt birtokosa, azonban hűtlensége miatt Somlyói Báthory Kristófnak adták a birtokot.
1603-ban Almás várához tartozott, és Csáky István vette zálogba Rátóti Gyulafi Lászlónak.
1607-ben Bánfi János leányát, Zsuzsannát erősítette itteni birtokában Báthory Gábor erdélyi fejedelem.
Kásapatak a 20. század elején Szilágy vármegye Zilahi járásához tartozott.
Az 1910-es népszámláláskor a településnek 1073 lakosa volt, ebből 12 magyar, 121 szlovák, 923 román, melyből 122 római katolikus, 927 görögkatolikus, 19 izraelita volt.